# 本覚寺 (福井県永平寺町)

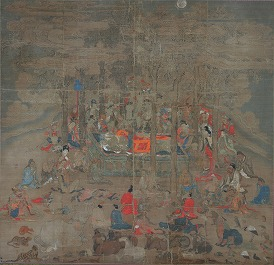
仏涅槃図

本覚寺（ほんがくじ）は、福井県吉田郡永平寺町にある浄土真宗本願寺派の仏教寺院。山号は和田山。本尊は阿弥陀如来。元は越前国の和田地区にあり和田本覚寺とも呼ばれた。

## 沿革
開基は浄土真宗の宗祖親鸞の弟子にあたる和田ノ信性。当初は和田道場と呼ばれていた念仏道場で真宗高田派に属していたが、応長元年（1311年）本願寺第3世覚如の時代に本願寺に帰依する。本願寺第7世存如の時代に本覚寺の寺号を公称するようになる。永正3年（1506年）、九頭竜川の戦いで朝倉氏に敗北したことにより加賀国に逃れた。以後、同寺は超勝寺とともに加賀に逃れた越前門徒のまとめ役を担ったが、後に加賀門徒と加賀亡命中の越前門徒の争いが寺院間の争いに発展して大小一揆の一因となった。
永禄10年（1567年）に朝倉氏との和解により越前国への復帰が認められるが加賀国の本坊も残された。慶長7年（1602年）、本願寺の東西分立において東本願寺第12世教如を支持して東派（大谷派）に属した加賀国側（石川県小松市にある大谷派の小松本覚寺）と西本願寺第12世准如を支持して西派（本願寺派）に属した越前国側（当寺＝和田山本覚寺）に分かれて現在に至る。
なお、福井県の野球界への功績から読売ジャイアンツや阪神タイガースで投手を務めた小林繁の遺骨の一部が納骨されており、2016年1月の7回忌にあたって記念碑が建立された。

## 文化財

### 重要文化財
- 絹本著色仏涅槃図　良全筆 嘉暦3年（1328年）[2]